# Gamla Saluhallen

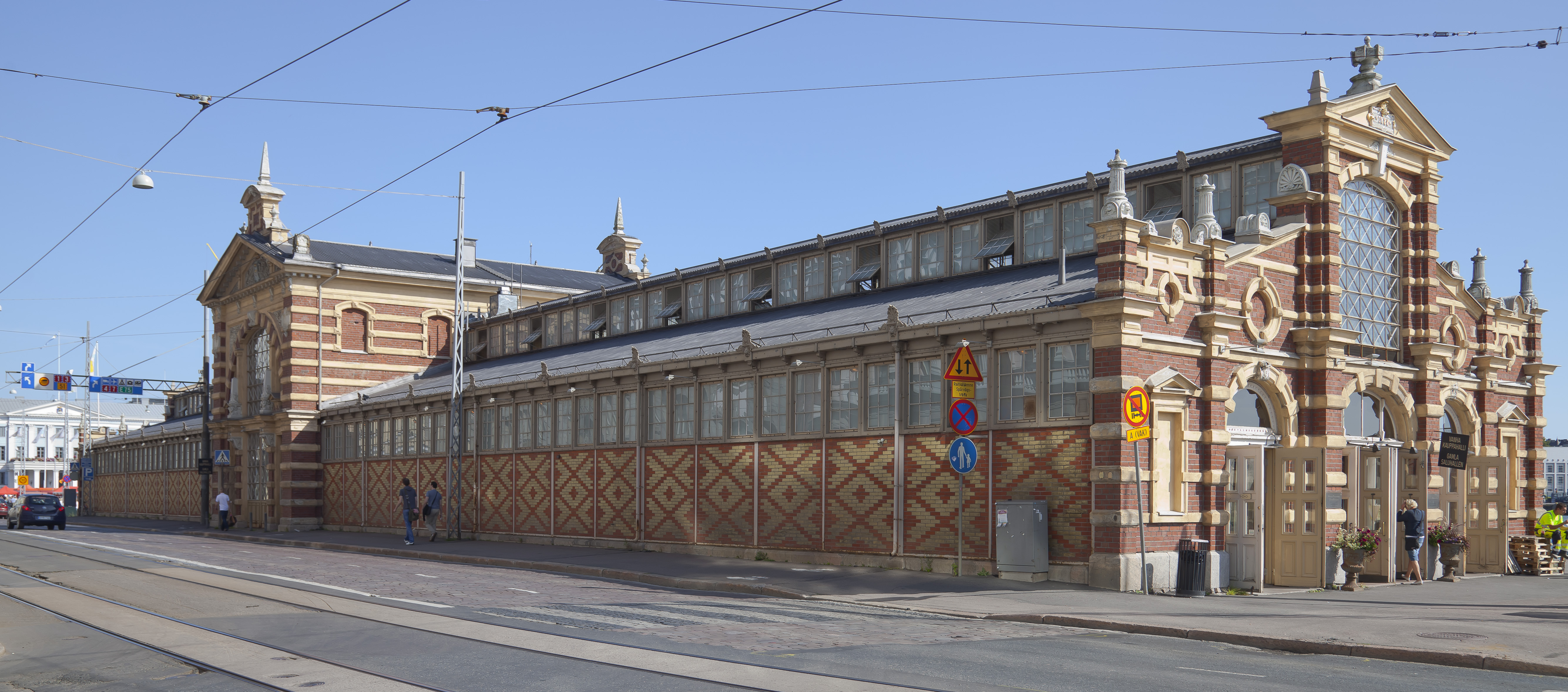
Gamla Saluhallen

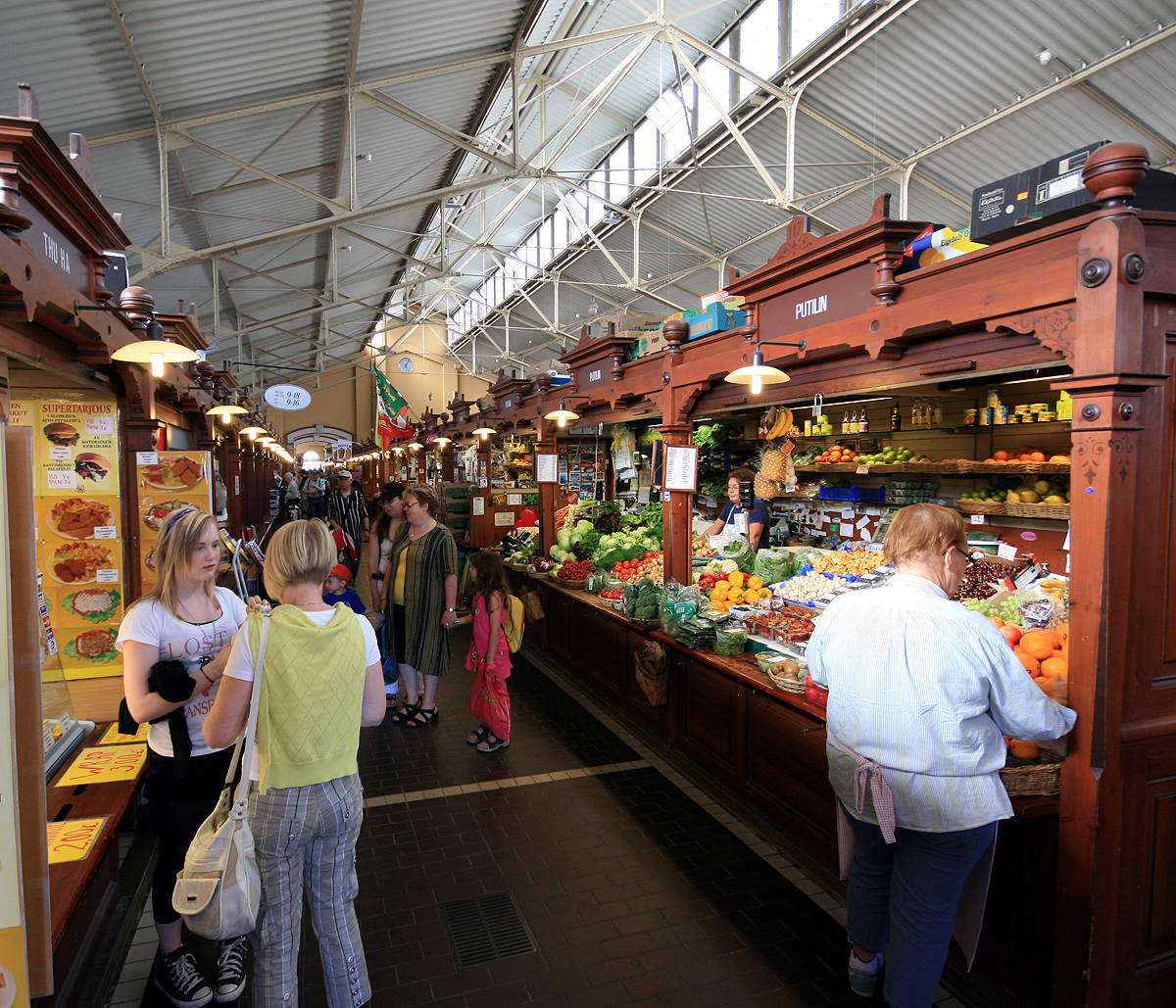
Interiör

Gamla Saluhallen är en saluhall i Helsingfors vid Salutorget. Det är den äldsta saluhallen i Finland och en av de tre saluhallarna i Helsingfors. Byggnaden byggdes 1889 efter ritningar av arkitekt Gustaf Nyström och totalrenoverades mellan åren 1998 och 1999. 